# شیروان دره‌سی
شیروان دره‌سی (دره شیروان)، ژئوپارکی در ۲۰ کیلومتری جنوب شرقی مشگین‌شهر، واقع در استان اردبیل و یکی از یازده زیستگاه وحشی است که که در منطقه ساوالان واقع شده است. این دره در نزدیکی لاهرود در مسیر جاده مشگین‌شهر به اردبیل قرار دارد، ارتفاع آن از سطح دریا ۲۲۰۰ متر و مساحت آن را ۷۵ کیلومتر مربع، تخمین زده‌اند. شیروان دره سی، دره ای عمیق و عریض است که بریدگی‌های دیواره‌های صخره‌ای، چشم‌انداز ویژه‌ای به این منطقه بخشیده است و سنگ‌ها در آن به صورت تندیس‌هایی دیده می‌شوند که انسان فکر می‌کند هر کدام به دست هنرمندی با ذوق تراشیده شده است. این دره از قسمت جنوب به دامنه شمالی ساوالان (هرم)، از شرق به جاده لاهرود-شابیل، از غرب به هوشنگ میدانی و از شمال به زمین‌های روستای ساربانلار، منتهی می‌شود. این پارک طبیعی به عنوان دومین ژنوپارک خاورمیانه، مراحل ثبت خود را در سازمان یونسکو سپری می‌کند. این منطقه دارای ویژگی‌های منحصر به فرد جغرافیایی، حیات گیاهی و جانوری می‌باشد.
این زیستگاه محل زندگی دائمی حوش متعددی چون خوک، روباه، گرگ، قوچ، میش ایغور، خرس قهوه‌ای سبلان، کبک، قمری و تعدادی از پرندگان مهاجر می‌باشد.